# Tanavoranist
Tanavoranist (armeniska: Թագավորանիստ) är ett berg i Armenien. Det ligger i provinsen Kotajk, i den centrala delen av landet, 15 kilometer nordväst om huvudstaden Jerevan. Toppen på Tanavoranist är 1 386 meter över havet, eller 108 meter över den omgivande terrängen. Bredden vid basen är 3,2 km.
Terrängen runt Tanavoranist är kuperad åt nordväst, men åt sydost är den platt. Runt Tanavoranist är det mycket tätbefolkat, med 3 895 invånare per kvadratkilometer.. Närmaste större samhälle är huvudstaden Jerevan, 14,5 kilometer sydost om Tanavoranist. 
Trakten runt Tanavoranist består i huvudsak av gräsmarker.